# Scuderie Detetive Le Cocq
El Scuderie Detetive Le Cocq o Esquadrão Le Cocq fue una organización no oficial creada por agentes de policía en Río de Janeiro en 1965 y que operó principalmente en las décadas de 1960, 1970 y 1980, siendo extinguida por decisión judicial a principios de la década de 2000. Esta organización mató al menos a 1.500 personas en Espírito Santo y es considerada el primer grupo de exterminio de Río de Janeiro y el más famoso de Brasil. En 2015, agentes de policía que utilizaban el nombre de la organización, bajo el nombre de Associação Philanthropica Scuderie Detetive Le Cocq, repartieron folletos para fomentar el uso de la línea directa.

## Historia

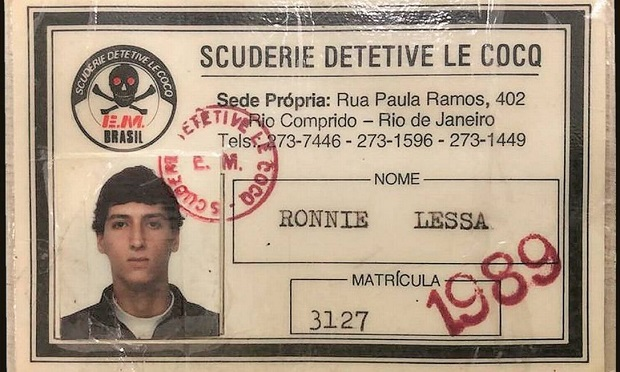
Ronnie Lessa (membro do Esquadrão da Morte)

Scuderie Le Cocq fue creada para vengar la muerte de Milton Le Cocq d'Oliveira, un famoso detective policial del estado de Río de Janeiro (antiguo distrito federal), miembro de la guardia personal de Getúlio Vargas y primo de Brigadeiro Eduardo Gomes. Según los informes, fue asesinado por Manoel Moreira, conocido como una cara de caballo, un marginal que trabajaba en la favela esquelética en la década de 1960, mientras protegía los banqueros de juegos del animal para que no roben sus puntos de juego. Sin embargo, según los informes de la época, Horse Face no reaccionó a los disparos realizados por Le Cocq y 3 policías más, siendo el disparo que mató al detective del auto en el que estaba.
La muerte movilizó a varios oficiales de policía que se presentaron voluntariamente para participar en los pasos. Horse Face fue encontrado y asesinado unos días después, con más de 50 disparos. Entre los ejecutores estaban Luiz Mariano y Guilherme Godinho Ferreira, el Sivuca, que luego elegiría el diputado del Estado para Río de Janeiro, con el personal "Banda Banda es un tipo malo muerto", luego complementado por "y enterrado de pie, no para ocupar un mucho espacio ”.
Las iniciales "E.M." En el escudo de armas de Scuderie Le Cocq significa "Escuadrón motorizado", una división de policía especial a la que el detective Milton Le Cocq pertenecía en el momento en que era miembro de la policía especial, no un equipo de muerte. El emblema Scuderie Le Cocq era un cráneo en los huesos cruzados. Con la extinción de la policía especial, Le Cocq, así como su compañero Sivuca y Euclides, pasaron a la policía civil.
La asociación fue dirigida por los "doce hombres de oro" llamados (uno para cada casa del zodiaco), que fueron doce policías famosas elegidas por el secretario de seguridad pública de Río de Janeiro, Luis França, para "limpiar" la ciudad y eliminar a los delincuentes, Transvanciones y personas sin hogar. El grupo formó parte de la policía Anibal Beckman dos Santos (Cartola), Euclides Nascimento Marinho, Helio Guahyba Nunes, Humberto de Matos, Robson Falcão, Jaime de Lima, Lincoln Monteiro, Mariel Masiscot, Nelson, Nelson, Neils Kaufman (Loiro Devil), (LOIRO),, José Guilherme Godinho (Sivuca), Vigmar Ribeiro y Elinto Pires.